# You Can't Stop Me
You Can't Stop Me è il quarto album discografico in studio del gruppo musicale deathcore Suicide Silence, pubblicato nel luglio 2014.

## Tracce
1. M.A.L. – 0:47
2. Inherit the Crown – 3:28
3. Cease to Exist – 3:42
4. Sacred Words – 4:20
5. Control (feat. George Fisher of Cannibal Corpse) – 2:53
6. Warrior – 2:59
7. You Can't Stop Me – 4:07
8. Monster Within (feat. Greg Puciato of The Dillinger Escape Plan) – 3:37
9. We Have All Had Enough – 3:36
10. Ending Is the Beginning – 2:38
11. Don't Die – 3:45
12. Ouroboros (contiene la bonus hidden track Dogma: I Am God in alcune copie) – 4:04

## Formazione
- Hernan "Eddie" Hermida - voce
- Mark Heylmun - chitarra
- Chris Garza - chitarra
- Dan Kenny - basso
- Alex Lopez - batteria